# Бишоф, Людвиг
Людвиг Бишоф (нем. Ludwig Bischoff; 27 ноября 1794, Дессау — 24 февраля 1867, Кёльн) — немецкий музыкальный критик и редактор.
Сын Иоганна Карла Бишофа, виолончелиста и композитора. В 1812 году поступил в Берлинский университет, чтобы изучать филологию, но уже в следующем году записался в кавалерийский полк прусской армии и принял участие в Битве под Лейпцигом. Вернувшись к учёбе, окончил университет в 1817 году, среди его учителей были Фридрих Август Вольф и Август Бёк.
С 1818 года работал учителем в Швейцарии, с 1821 года в Берлине. В 1823 года получил должность директора гимназии в Везеле; в этой гимназии учеником Бишофа был Конрад Дуден. После революционных событий 1848—1849 годов Бишоф был отправлен на пенсию и переехал в Бонн, а затем в Кёльн, где, наконец, смог реализовать своё пристрастие к музыке, основав в 1850 году «Рейнскую музыкальную газету» (нем. Rheinische Musik-Zeitung). В 1853 году Бишоф передал это издание Августу Фердинанду Рицциусу, а сам основал другое — «Нижнерейнскую музыкальную газету», которой и руководил до конца жизни. На страницах газеты публиковались в качестве региональных корреспондентов Антон Шиндлер, Франц Деркум, Густав Энгель, перепечатывались статьи Франсуа Жозефа Фети и Эдуарда Ганслика. Часто печатал свои рецензии сам Бишоф, придерживаясь консервативных взглядов и выступая в особенности против Рихарда Вагнера. Фердинанд Хиллер охарактеризовал Бишофа как музыкального критика в лучшем смысле слова. Публиковал также статьи о военной стратегии и стихи.